# Joakim Askling
Joakim Askling, född 4 januari 1990 i Stockholm, är en svensk fotbollsspelare.

## Karriär
Askling började spela fotboll i Enskede IK men bytte som 15-åring till Hammarby IF för att satsa på fotbollen. Tre år senare ville Askling lämna juniorerna och flyttade därför till Djurgårdens IF där han spelade med U21-laget samt tränade med A-laget. Det blev en kortvarig sejour eftersom Askling redan efter ett halvår erbjöds provspel hos ACF Fiorentina, FC Internazionale Milano och U.C. AlbinoLeffe, varav han senare skrev på för det sistnämnda. Askling inledde sin tid i Serie B-klubben starkt, med spel i Primavera-laget och var dessutom nära A-laget. Men efter stridigheter med den nya tränaren skulle Askling lånas ut till den schweiziska andradivisionen, något som Askling vägrade på grund av de dåliga förhållandena. Därefter vände sig AlbinoLeffe mot Askling, vilket tog hårt på honom. Omständigheterna fick Askling att sluta med fotbollen och flyttade således hem till Sverige. Nio månader senare återupptog Askling karriären via Spårvägens FF i division två. 2013 tog Askling chansen att spela för Hapoel Kfar Saba i israelitiska tredjedivisionen, vilken Askling sedermera vann. Säsongen därpå värvades Askling till Hapoel Be'er Sheva FC som säsongen innan slutade tvåa i högstadivisionen. Efter sparsamt med speltid gick Askling vidare till Beitar Tel Aviv Ramla i andraligan. Sommaren 2015 värvades Askling till Beitar Jerusalem och startade i klubbens öppningsmatcher i kvalet till Europa League. Men efter stor hemlängtan valde Askling att år 2016 flytta hem till Sverige igen, denna gång för spel hos Assyriska FF.